# غوردون لينتون
غوردون لينتون (بالإنجليزية: Gordon Linton)‏ هو سياسي أمريكي، ولد في 26 مارس 1948 في فيلادلفيا في الولايات المتحدة. حزبياً، نشط في الحزب الديمقراطي. وقد انتخب عضو مجلس نواب بنسيلفانيا.